# Cessapalombo
Cessapalombo ist eine italienische Gemeinde (comune) in der Provinz Macerata in der Region Marken. Sie hat 437 Einwohner (Stand 31. Dezember 2023). Cessapalombo liegt etwa 26,5 Kilometer südwestlich von Macerata am Nationalpark Monti Sibillini und am Fiastrone und gehört zur Comunità montana Monti Azzurri.

## Verkehr
Durch die Gemeinde führt die frühere Strada Statale 502 di Cingoli (heute: Provinzstraße) von Jesi nach San Ginesio.